# La Chaussée-Saint-Victor
La Chaussée-Saint-Victor es una comuna francesa situada en el departamento de Loir y Cher, en la región de Centro-Valle del Loira.

## Demografía
| 1994 | 2729 | 3035 | 3395 | 4036 | 4069 | 4519 |
| Para los censos de 1962 a 1999 la población legal corresponde a la población sin duplicidades (Fuente: INSEE [Consultar]) |      |      |      |      |      |      |